# Blériot 115
Die Blériot 115 – auch bekannt unter der Bezeichnung Blériot Bl-115 – war ein viermotoriges Passagierflugzeug des französischen Herstellers Blériot Aéronautique.

## Allgemeines
Das Flugzeug, das am 9. Mai 1923 zum Erstflug startete, war ein Passagierflugzeug, ausgelegt für acht Passagiere. Insgesamt wurden nur vier Exemplare dieses Typs gebaut.
Die erste Maschine stürzte aufgrund eines gerissenen Steuerseils am 23. Juli 1923 ab; der Pilot wurde dabei getötet. Die dritte und die vierte Maschine wurden für eine Afrika-Expedition verwendet.
| Kenngröße             | Daten                                                  |
| --------------------- | ------------------------------------------------------ |
| Länge                 | 14,45 m                                                |
| Höhe                  | 4,96 m                                                 |
| Flügelspannweite      | 25,00 m                                                |
| Tragflügelfläche      | 126,00 m²                                              |
| Antrieb               | vier Hispano-Suiza 8-Ac-Motoren mit je 180 PS (132 kW) |
| Höchstgeschwindigkeit | 180 km/h auf Meereshöhe                                |
| Gipfelhöhe            | 6000 m                                                 |
| Reichweite            | 600 km                                                 |
| Leermasse             | 2950 kg                                                |
| max. Startmasse       | 4900 kg                                                |

Unter der Bezeichnung Blériot 115bis wurden zwei Exemplare hergestellt, die mit der 115 bis auf die verwendeten Motoren, Hispano-Suiza Ab mit ebenfalls je 180 PS Leistung und der Erweiterung auf elf Sitzplätze baugleich waren. Erstflug der 15bis war im Juni 1924.